# シネオール
シネオール (cineole)、別名ユーカリプトール (eucalyptol) は天然に存在する有機化合物で、環状エーテル構造を持つモノテルペノイドの一種である。1,8-シネオール、リモネンオキシド、カジェプトール (cajeptol) とも呼ばれる。 消防法による第4類危険物 第2石油類に該当する。

## 性状
無色から淡黄色澄明の液体で、樟脳に似たさわやかな匂いとすっきりした味を持つ。大気に触れると次第に褐色を呈し、一部樹脂化する。
IUPAC系統名は、p-メンタンから誘導すると1,8-エポキシ-p-メンタン (1,8-epoxy-p-menthane) である。

## 存在
ユーカリ属 (Eucalyptus) の植物、例えばユーカリ・ポリブラクテア (E. polybractea) などの精油に90%程度まで含まれる。これはユーカリプトールの名称の由来となっている。ローリエ、ヨモギ、バジリコ、ニガヨモギ、ローズマリー、セージなどの葉からも見出される。ユーカリ精油を蒸留すると99.6%から99.8%の純度のものが得られる。

## 用途

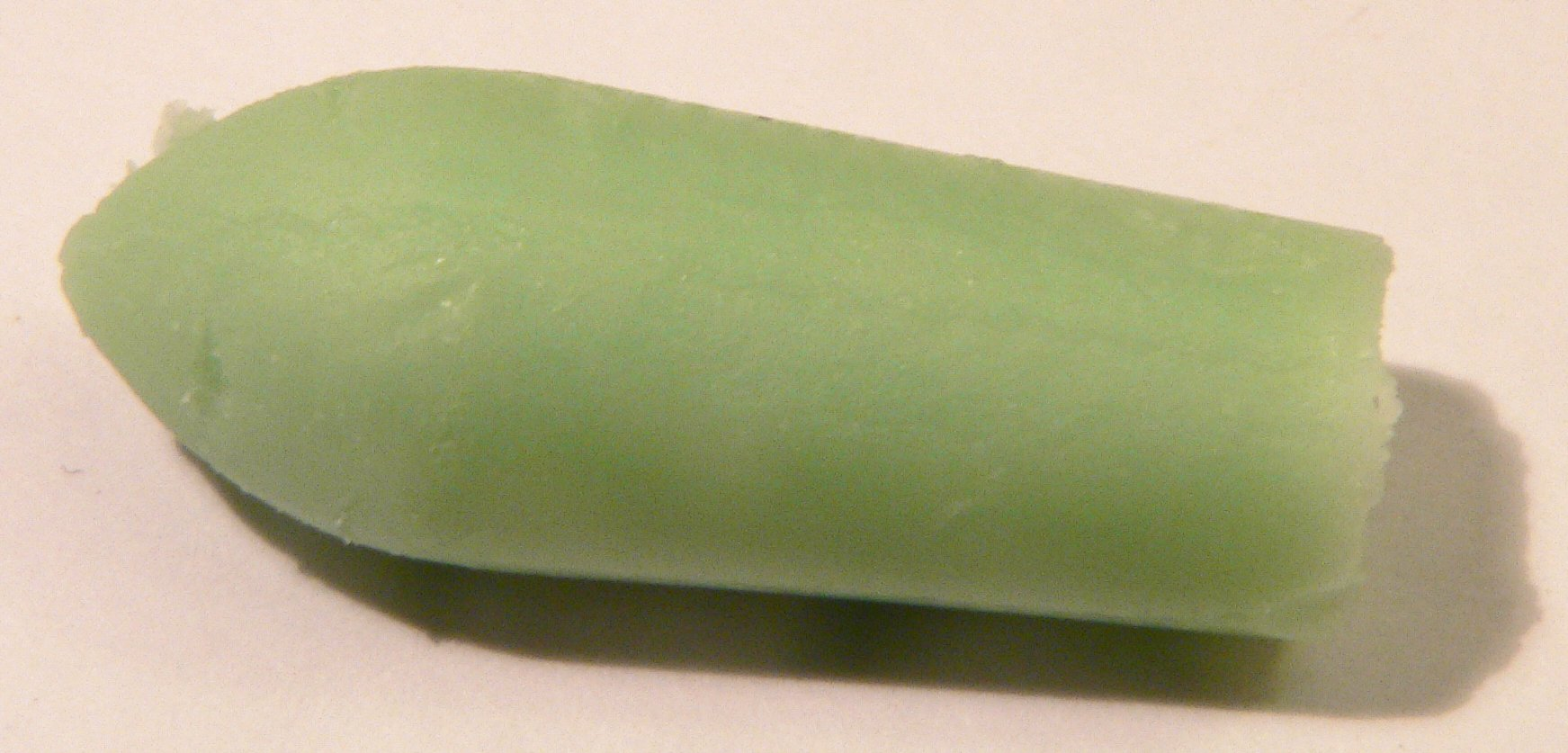
シネオールを含む坐剤、呼吸器系疾患に対して使われる

こころよい芳香と味を持つことから、食品添加物・香料・化粧品に利用される。口中清涼剤やせき止めにも配合される。炎症や痛みを和らげる作用があるとされる。また、白血病細胞を殺す作用を持つ、あるいは副鼻腔炎の治療に効果があると報告されている。
シタバチ類のオスはシネオールなどのテルペノイドを集める習性を持ち、これはフェロモンの合成に利用しているのではないかと考えられている。研究目的でシタバチ類を捕集する際にはシネオールが使われる。
ユーカリ精油はチリダニの駆除に有効であるとされている。
ティーツリー精油を医療用に使う場合には、シネオールには粘膜と皮膚への刺激があるため少ない方がよく、高品質なものではシネオールの含有量は5%未満となる。